# Nenad Starovlah
Nenad Starovlah (Sarajevo, 29 luglio 1955) è un allenatore di calcio ed ex calciatore jugoslavo e bosniaco.

## Carriera

### Giocatore
Iniziò la carriera da giocatore nel Željezničar, squadra della città natia. Fece il suo debutto nel 1972 contro il Stella Rossa a Belgrado a soli diciassette anni e due mesi. Con la squadra di Sarajevo disputò 137 partite e fece 4 gol da difensore. Nel 1982 a soli 27 anni di età si dovette ritirare dall'attività professionale per gravi infortuni.

### Allenatore
Finita la carriera da giocatore prese subito le redini della squadra giovanile del Željezničar nei quali crebbe giocatori come: Mario Stanić, Elvir Baljić, Veldin Karić (al quale salvò la vita), Marijo Dodik, Boris Vasković.
Nel 1992 si trasferì al Hajduk Kula guidò la squadra durante la prima storica edizione di Superliga di Serbia e Montenegro raggiungendo a fine anno un sesto posto.
L'anno seguente si trasferì al Borac Čačak, squadra che per 32 anni militò in seconda divisione e con Starovlah sulla panchina raggiunse per la prima volta nella storia del club la promozione in prima divisione.
Nel 1998 con il Apollōn Lemesou raggiunse una storia qualificazione agli ottavi di finale della Coppa delle Coppe 1998-1999 diventando un'icona nel calcio cipriota.

## Palmarès

### Giocatore
- Giochi del Mediterraneo: 1

 Spalato 1979

### Allenatore
- Druga liga SR Jugoslavije: 1

Borac Čačak: 1993-1994